# Етоша
Етоша (на английски: Etosha) е национален парк в Намибия с площ от 22 275 km². Основан е през 1907 г., когато страната е германска колония. Първоначалната му площ е 100 000 km², което го прави най-големия за времето резерват, но впоследствие площта му значително е намалена.
По-голямата част от парка Етоша е заета от солена пустиня с дължина 130 km и широчина 50 km. През летните месеци за кратко територията на парка се овлажнява и привлича фламинго, пеликани и други видове.